# 18596 Superbus
18596 Superbus este o planetă minoră (asteroid), cu un diametru de 3,309 km, din centura de asteroizi. A fost descoperită pe 21 ianuarie 1998 la osservatorio Colleverde di Guidonia⁠(d) de Vincenzo Silvano Casulli⁠(d) și a fost numită după Lucius Tarquinius Superbus. 
Obiectul prezintă o orbită caracterizată de o semiaxă mare de 2,3745565 UAi, o excentricitate de 0,11, o înclinație de 3,34827 ° în raport cu ecliptica.